# 夜間摂食症候群
夜間摂食症候群（night eating syndrome; NES）では、不眠、夜間のむちゃ食いと朝の食欲不振が見られる。患者は夜間の食事中には完全に覚醒しており、翌日も記憶がある。
夜間入眠前ないし中途覚醒時に覚醒状態で強い摂食欲求を生じる

## 診断
1. 夕食後、寝る前の間に、すごく飲食したくなり食事する。または、夜中に目が覚めて、すごく飲食したくなり食事する。
2. 夜間の食事の際、意識が障害されておらず、しっかりと記憶がある。[3]

## 特徴
若年成人で発症し、体重増加、睡眠の中断、摂食の制御不能が生じ、慢性経過をたどる点で睡眠関連摂食障害（Sleep relatedeating disorder; SRED）と共通している。
NESでは、夕食から眠るまでの間もしくは夜間睡眠から完全に目覚めた状態で、強い摂食欲求（これを我慢すると眠れなくなる）に基づいて食事し、健忘はない。